# 新城乡 (清水县)
新城乡，是中华人民共和国甘肃省天水市清水县下辖的一个乡镇级行政单位。

## 行政区划
新城乡下辖以下地区：
张河村、杨河村、王尧村、大陆村、方湾村、李湾村、四合村、蒲魏村、黄梁村、新城村、闫川村和谢山村。